# Odznaka „Zasłużony dla Krajowej Administracji Skarbowej”
Odznaka „Zasłużony dla Krajowej Administracji Skarbowej” – trzystopniowe polskie odznaczenie resortowe ustanowione 16 listopada 2016 w celu uhonorowania osób szczególnie zasłużonych dla Krajowej Administracji Skarbowej. Regulamin i wygląd odznaki ustalono 16 sierpnia 2017 zastępując dotychczasową odznakę „Zasłużony dla Służby Celnej”. Odznaka ma być nadawana corocznie przez ministra właściwego ds. finansów publicznych kilkuset pracownikom lub funkcjonariuszom podległym ww. ministrowi oraz kilkudziesięciu osobom prywatnym za szczególne zasługi dla KAS.